# Аборты в Республике Корея
Аборты в Республике Корея легальны с 1 января 2021 года в соответствии с конституционной реформой, внесённой в апреле 2019 года. Суд признал криминализацию абортов неконституционной мерой, лишающей женщин права на здоровье, постановив, что эмбрион не может считаться независимым субъектом права, поскольку его развитие полностью зависит от женского организма.
Судебная ответственность за аборты при любых обстоятельствах существовала в Уголовном кодексе Южной Кореи с 1953 года. В этот закон были внесены поправки Законом о здоровье матери и ребёнка 1973 года, он разрешил производить аборт в случае, если беременная женщина или её супруг страдает определёнными генетическими или инфекционными заболеваниями, если беременность наступила в результате изнасилования или инцеста или если беременность ставит под угрозу жизнь матери. Врач, нарушивший закон, наказывался 2 годами лишения свободы. Самовольные аборты наказывались штрафом или лишением свободы. На протяжении этих лет незаконные аборты являлись широко распространённой социальной проблемой. Ежегодно проводилось около 200 тысяч абортов, только 5 % из которых были легальны.
В свете культурных, социальных и экономических проблем Южная Корея столкнулась с проблемой селективных абортов девочек. В 1987 дополнение медицинского кодекса запретило врачам использовать пренатальную диагностику для выявления пола ребёнка, эта поправка была признана неконституционной в 2008 году. Однако комплексные меры позволили Южной Корее стала первой страной в Азии, которой удалось достичь снижения числа селективных абортов по признаку пола, и гендерного баланса среди новорождённых сопоставимого с данными стран, где селективные аборты не распространены.
В 2017 году активисты, выступающие за право на аборт, подали петицию на сайт президента Южной Кореи Мун Чжэ Ина с требованием, чтобы правительство внесло поправки в закон, разрешающие продажу мифепристона, лекарственного препарата для искусственного прерывания беременности. В ноябре того же года канцелярия президента ответила на петицию, объявив, что в закон будут внесены поправки. В 2019 году Конституционный суд постановил, что действующий в стране с 1953 года запрет на аборты противоречит конституции страны и потребовал внести поправки к законодательству до конца 2020 года.